# Wahl (Lussemburgo)
Wahl (lussemburghese: Wal) è un comune del Lussemburgo occidentale. Si trova nel cantone di Redange e nel distretto di Diekirch.
Nel 2005, la località di Grosbous, il capoluogo del comune che si trova nella parte meridionale del suo territorio, aveva una popolazione di 220 abitanti. Le altre località che fanno capo al comune sono Buschrodt e Grevels.